# Johann Cyriak Hackhofer
Johann Cyriak Hackhofer (* 14. Februar 1675 in Wilten, Tirol; † 9. Mai 1731 in Vorau, Steiermark) war ein österreichischer Maler.
Er gilt als der bedeutendste barocke Monumentalmaler der Steiermark.

## Leben und Werk
Hackhofes Eltern waren Johann Hackhofer, der Organist des Prämonstratenserstiftes Wilten bei Innsbruck, und dessen Frau Anna, geb. Laucasien. Johann Cyriak Hackhofer wirkte ab 1704 in Wien und war von 1708 bis zu seinem Tod als Hofmaler für das Stift Vorau und seine Pfarreien tätig. Er wurde vermutlich in Tirol von Egid Schor, Kaspar Waldmann sowie Josef Waldmann und in Wien von Johann Michael Rottmayr beeinflusst.
Hackhofer malte Fresken im Stift Vorau (Kapitelsaal, Sakristei), in der Marktkirche Vorau, im Schloss Festenburg, in der Katharinenkirche und in sechs Kapellen (Loretokapelle, Dornenkrönungskapelle, Krippenkapelle, Ölbergkapelle, Geißelungskapelle und Kreuzkapelle). Darüber hinaus hat er das Hochaltarblatt in der Stadtpfarrkirche Hartberg geschaffen.
Heute noch erhalten sind Altarbilder in den Kirchen von Grafendorf bei Hartberg, Sankt Johann bei Herberstein, Sankt Ilgen bei Lafnitz, Sankt Lorenzen am Wechsel, Mönichwald, Peggau, Pinggau, Pöllau, Strallegg, Stubenberg und Wenigzell.

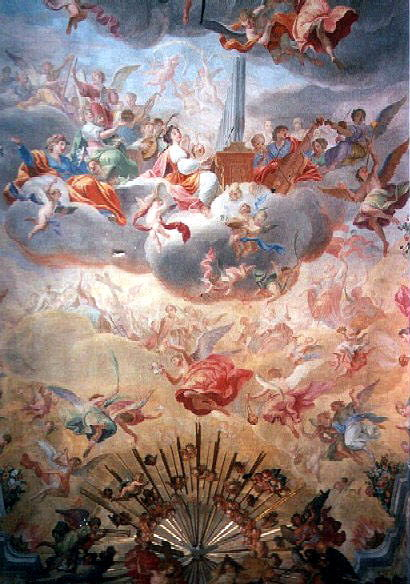
„Festenburger Frauenhimmel“ von Johann Hackhofer
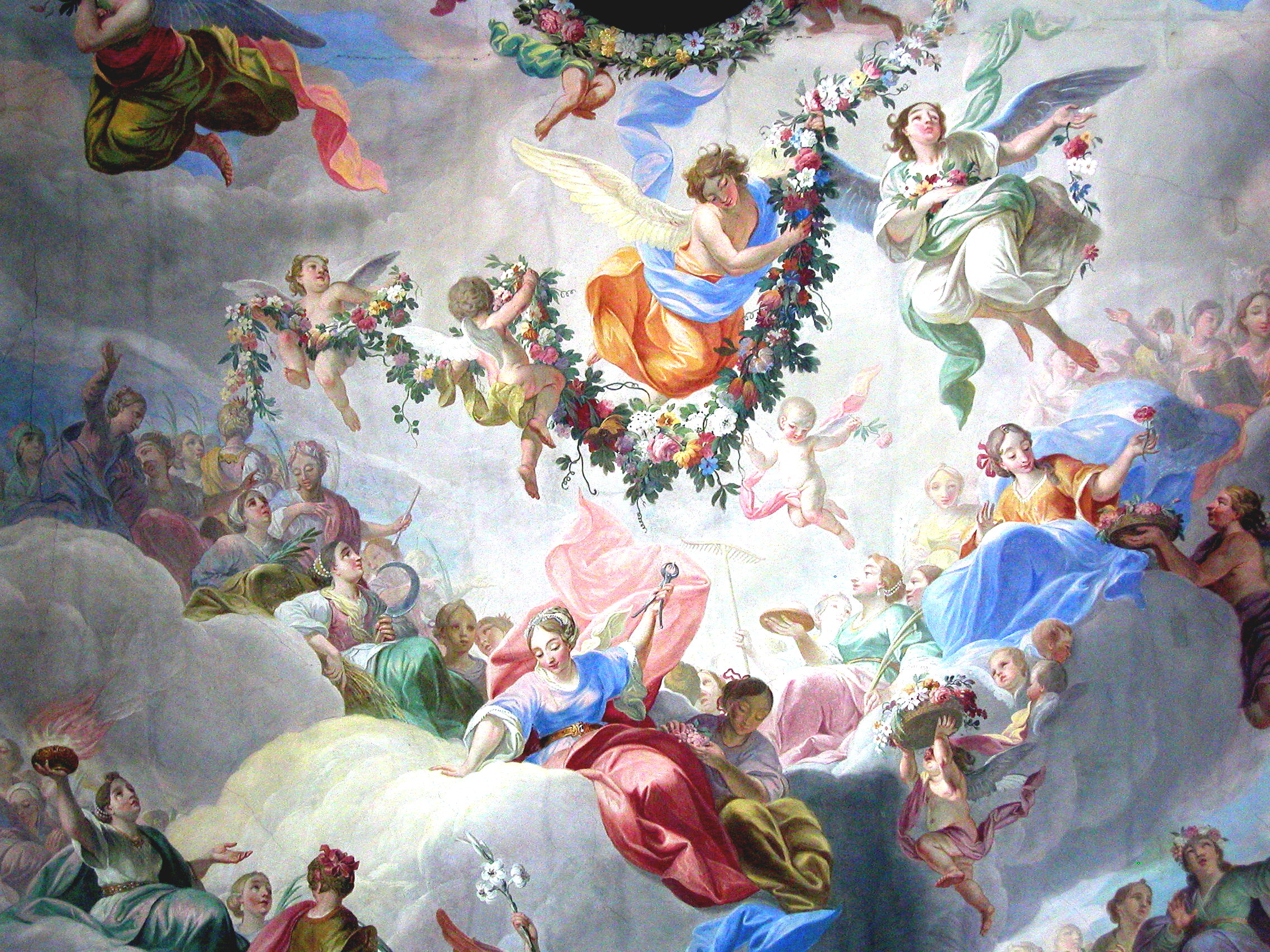
„Festenburger Frauenhimmel“
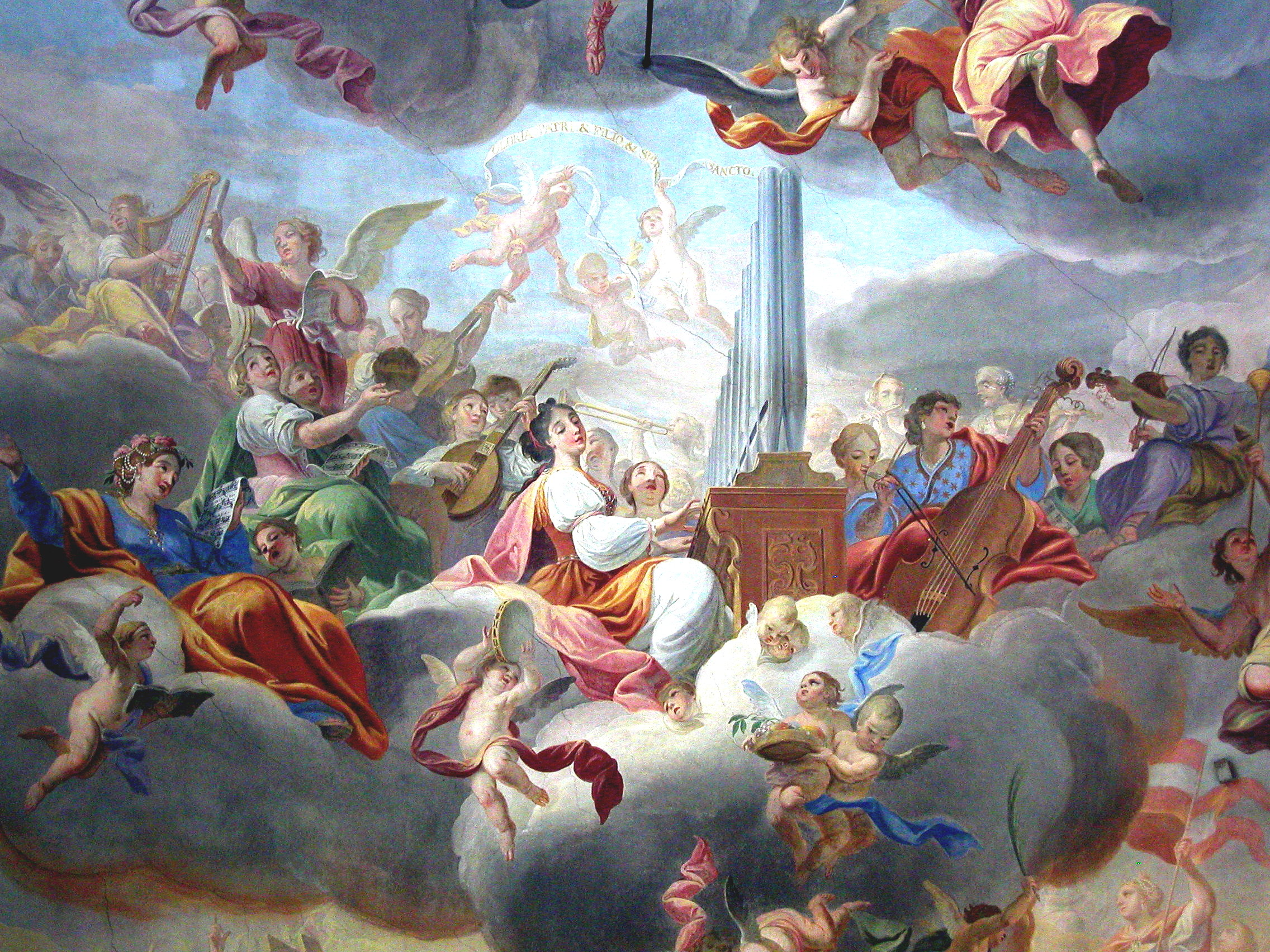
„Festenburger Frauenhimmel“
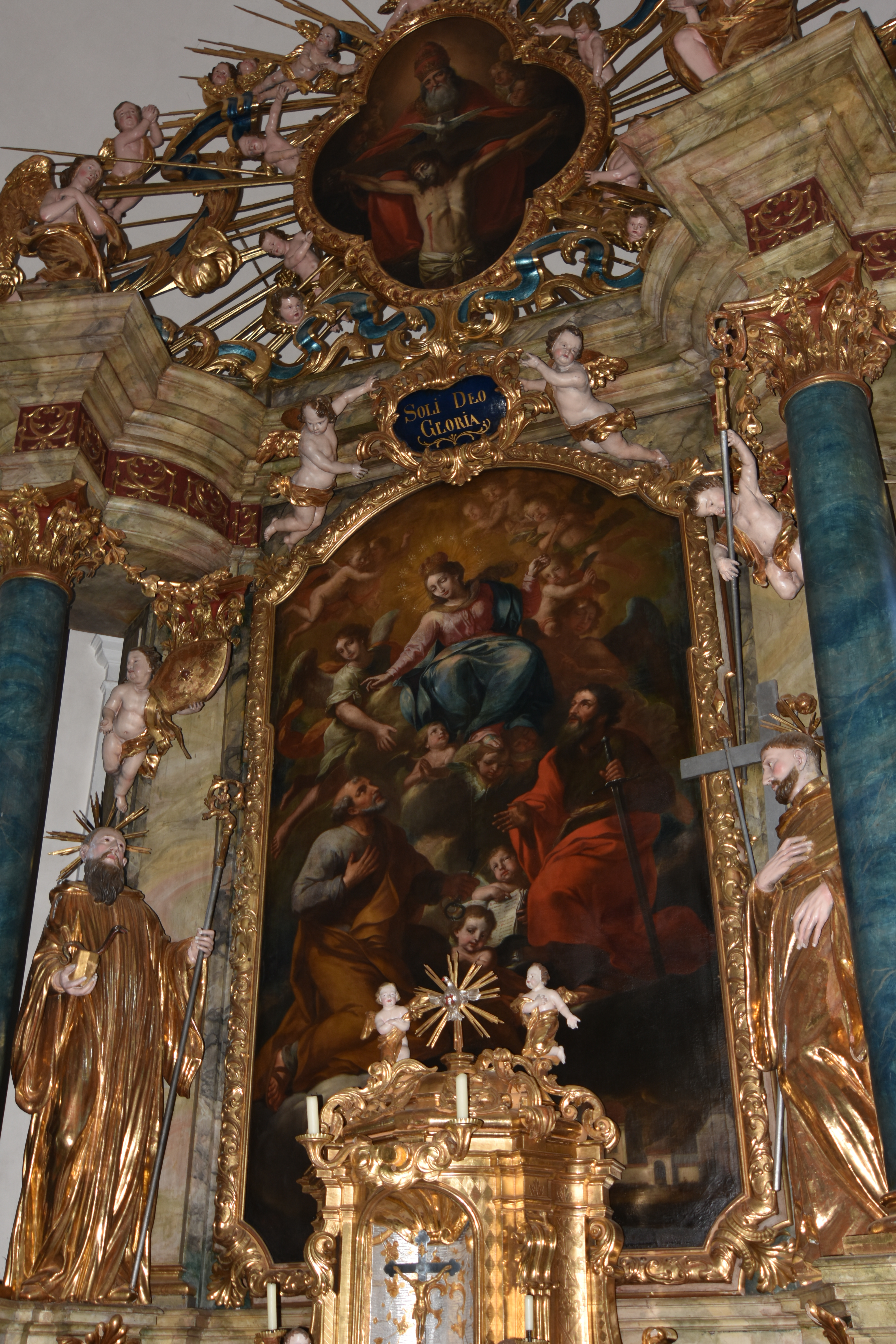
Altarbild Mönichwald

Burgenland
- Hochaltarbilder und Seitenaltarbilder in der Katholischen Pfarrkirche Stadtschlaining

Steiermark
- Bilder und Malerei in der Wallfahrtskirche St. Ägydius in der Haid in Lafnitz
- Fresken in der Filialkirche hl. Margaretha in Peggau
- Hochaltarbild in der Stadtpfarrkirche hl. Martin in Hartberg
- Malerei in der Pfarrkirche hl. Katharina im Schloss Festenburg in Sankt Lorenzen am Wechsel
- Oberbild Marienkrönung in der Pfarrkirche Kaindorf
- Fresken mit der Darstellung Die vier letzten Dinge in der Friedhofskapelle bei der Pfarrkirche Grafendorf bei Hartberg

## Publikationen
- Johann Cyriak Hackhofer: Beiträge zur Kunstgeschichte Steiermarks und Kärntens. Band IV, Graz 1931.
- J. C. Hackhofer: Ausstellungskatalog, Stift Vorau, 1981.